# Edwin Benne
Edwin Johannes Benne (Amersfoort, 21 aprile 1965) è un allenatore di pallavolo ed ex pallavolista olandese.
Giocava nel ruolo di Schiacciatore.

## Palmarès

### Giocatore

#### Club
- Campionato olandese: 1

1987-88

### Allenatore

#### Club
- Campionato tedesco: 1

2008-09

#### Nazionale (competizioni minori)
- European League 2012
- Memorial Hubert Wagner 2013